# Sertaç Şanlı
Sertaç Şanlı (Edirne, 5 agosto 1991) è un cestista turco.

## Carriera
Con la Turchia ha disputato i Campionati mondiali del 2019 e due edizioni dei Campionati europei (2017, 2022).

## Statistiche

### Eurolega
| Anno       | Squadra      | PG  | PT | MP   | TC%  | 3P%  | TL%  | RP  | AP  | PRP | SP  | PP  |
| ---------- | ------------ | --- | -- | ---- | ---- | ---- | ---- | --- | --- | --- | --- | --- |
| 2011-2012  | Galatasaray  | 3   | 0  | 4,8  | 60,0 | -    | -    | 0,3 | 0,0 | 0,0 | 0,0 | 2,0 |
| 2018-2019  | Anadolu Efes | 9   | 0  | 3,5  | 77,8 | 0,0  | 80,0 | 0,4 | 0,0 | 0,0 | 0,0 | 2,0 |
| 2019-2020  | Anadolu Efes | 21  | 1  | 11,7 | 64,8 | 28,6 | 78,8 | 2,2 | 0,3 | 0,2 | 0,4 | 7,0 |
| 2020-2021† | Anadolu Efes | 34  | 19 | 14,2 | 58,2 | 34,9 | 81,5 | 2,2 | 0,6 | 0,4 | 0,5 | 7,8 |
| 2021-2022  | Barcellona   | 32  | 24 | 15,1 | 47,3 | 35,7 | 77,5 | 3,3 | 0,7 | 0,2 | 0,4 | 6,5 |
| 2022-2023  | Barcellona   | 36  | 20 | 17,2 | 45,5 | 26,5 | 85,7 | 3,1 | 1,0 | 0,3 | 0,5 | 6,2 |
| 2023-2024  | Fenerbahçe   | 35  | 16 | 12,2 | 45,7 | 35,1 | 78,3 | 2,0 | 0,5 | 0,1 | 0,3 | 4,7 |
| 2024-2025† | Fenerbahçe   | 33  | 17 | 13,1 | 49,6 | 36,1 | 78,0 | 2,4 | 0,7 | 0,4 | 0,5 | 5,5 |
| Carriera   | Carriera     | 203 | 97 | 13,5 | 51,2 | 32,8 | 80,2 | 2,4 | 0,6 | 0,3 | 0,4 | 6,0 |

### Eurocup
| Anno      | Squadra     | PG | PT | MP   | TC%  | 3P%  | TL%  | RP  | AP  | PRP | SP  | PP  |
| --------- | ----------- | -- | -- | ---- | ---- | ---- | ---- | --- | --- | --- | --- | --- |
| 2010-2011 | Galatasaray | 2  | 0  | 18,8 | 62,5 | -    | 60,0 | 4,5 | 0,5 | 1,0 | 0,0 | 6,5 |
| 2012-2013 | Galatasaray | 2  | 1  | 15,4 | 50,0 | 33,3 | 100  | 6,5 | 0,0 | 0,0 | 1,0 | 9,0 |
| 2015-2016 | Trabzonspor | 14 | 4  | 9,0  | 53,7 | -    | 91,7 | 2,4 | 0,2 | 0,1 | 0,3 | 3,9 |
| Carriera  | Carriera    | 18 | 5  | 10,8 | 54,0 | 33,3 | 85,0 | 3,1 | 0,2 | 0,2 | 0,3 | 4,8 |

## Palmarès

### Club

#### Competizioni nazionali
- Campionato turco: 5

Galatasaray: 2012-2013
Anadolu Efes: 2018-2019, 2020-2021
Fenerbahçe: 2023-2024, 2024-2025
- Campionato spagnolo: 1

Barcellona: 2022-23
- Copa del Rey: 1

Barcellona: 2022
- Liga catalana: 1

Barcellona: 2022
- Coppa del Presidente: 2

Anadolu Efes: 2018, 2019
- Coppa di Turchia: 2

Fenerbahçe: 2024, 2025

#### Competizioni internazionali
- Eurolega: 2

Anadolu Efes: 2020-2021
Fenerbahce: 2024-2025